# Potrerillos (El Paraíso)
Potrerillos é uma cidade hondurenha do departamento de El Paraíso.